# Bernard Quintin
Bernard Quintin (1971) is een Belgisch diplomaat en politicus voor de Franstalige liberale partij MR.

## Biografie
Quintin behaalde in 1993 een licentie in middeleeuwse geschiedenis aan de ULB en was daarna enige tijd aan de slag als leraar in België en Mexico, alvorens hij zich beroepshalve heroriënteerde. Nadat hij in 1998 aan de ULB een master in de internationale betrekkingen behaalde, ging hij in november 2001 als ambtenaar aan de slag op het ministerie van Buitenlandse Zaken, Buitenlandse Handel en Internationale Samenwerking. Hij werd vanuit het ministerie als attaché gedetacheerd naar de ministeriële kabinetten van toenmalig minister van Buitenlandse Handel Annemie Neyts (2002-2003) en minister van Buitenlandse Zaken Louis Michel (2003-2004).
Daarna ging Quintin diplomatieke posten bekleden. In mei 2004 werd hij attaché en eerste secretaris op de Belgische ambassade in Kinshasa en in november 2007 werd hij ambassadesecretaris op de Belgische ambassade in Londen. Na even adviseur te zijn geweest op het kabinet van toenmalig minister van Ontwikkelingssamenwerking Charles Michel, werd Quintin in mei 2008 ambassadesecretaris bij de Belgische Permanente Vertegenwoordiging van de Europese Unie in Brussel. In maart 2011 nam hij ontslag uit deze functie om aan de slag te gaan op het kabinet van minister van Ontwikkelingssamenwerking Olivier Chastel, eerst als woordvoerder en nadien als kabinetschef. In februari 2012 keerde hij terug naar de diplomatie, ditmaal als consul-generaal in het Braziliaanse Rio de Janeiro. Van oktober 2016 tot april 2019 was Quintin vervolgens ambassadeur in Burundi. Nadien was hij in 2019 even adjunct-kabinetschef van minister van Buitenlandse Zaken en Defensie Didier Reynders en van 2019 tot 2020 kabinetschef van diens opvolger Philippe Goffin.
Daarna werd hij in november 2020 aangesteld tot adjunct directeur-generaal voor Afrika bij de Europese diplomatieke dienst EDEO. In 2023 verliet hij deze functie om dienstdoend directeur-generaal Europese Zaken te worden op de Federale Overheidsdienst Buitenlandse Zaken, waar hij het Belgische voorzitterschap van de Europese Unie mede in goede banen leidde. In 2024 kwam Quintin als beste kandidaat uit de selectieprocedure om Europees Speciaal Gezant te worden voor het Grote Merengebied, maar door tegenstand vanuit Rwanda raakte hij niet benoemd.
Op 30 november 2024 werd Bernard Quintin door de liberale MR, waarvan hij al sinds zijn studententijd lid was, voorgedragen als federaal minister van Buitenlandse Zaken, Europese Zaken en Buitenlandse Handel, belast met de Federale Culturele Instellingen. Hij verving hierbij Hadja Lahbib, die Europees commissaris werd. Twee dagen later, op 2 december, werd hij beëdigd door koning Filip. Hij bleef deze bevoegdheden uitoefenen tot aan de installatie van de regering-De Wever in februari 2025. Quintin bleef minister in deze regering en kreeg de bevoegdheden Binnenlandse Zaken, Veiligheid en Beliris.
Quintin werd tevens politiek secretaris van de lokale MR-afdeling in zijn woonplaats Ganshoren en is bestuurder bij de sociale huisvestingsmaatschappij LoGeJa, die actief is in Ganshoren en Jette.